# Jivarus brunneus
Jivarus brunneus är en insektsart som beskrevs av Ronderos 1981. Jivarus brunneus ingår i släktet Jivarus och familjen gräshoppor. Inga underarter finns listade i Catalogue of Life.